# Jatikontal
Jatikontal is een bestuurslaag in het regentschap Purworejo van de provincie Midden-Java, Indonesië. Jatikontal telt 760 inwoners (volkstelling 2010).